# ボゴモロフ予想
数学において、フョードル・ボゴモロフ(Fedor Bogomolov)に因んで名前の付いたボゴモロフ予想(Bogomolov conjecture)とは、次の予想を言う。
C を代数体 K 上定義された種数 g が 2 以上の代数曲線とし、{\displaystyle {\overline {K}}} を K の代数的閉体とし、C のそのヤコビ多様体 J への埋め込みを固定し、{\displaystyle {\hat {h}}} で豊富な対称的因子に付随した J 上のネロン・テイトの高さを表す。すると、ある {\displaystyle \epsilon >0} が存在し、
集合 {\displaystyle \{P\in C({\overline {K}}):{\hat {h}}(P)<\epsilon \}}   が有限
となる。{\displaystyle {\hat {h}}(P)=0} と P が捩れ点であることは同値であるから、ボゴモロフ予想はマーニン・マンフォード予想を一般化した予想となる。元々のボゴモロフ予想は、エマニュエル・ウルモ(Emmanuel Ullmo)と张寿武(Shou-Wu Zhang)により、1998年に証明された。
Zhang は、次の一般化された定理を証明した。
A を K 上に定義されたアーベル多様体とし、{\displaystyle {\hat {h}}} を豊富な対称的因子に付随する A 上のネロン・テイトの高さとする。部分多様体 {\displaystyle X\subset A} が捩れ部分多様体(torsion subvariety)であるとは、その部分多様体が捩れ点によりアーベル多様体 A のアーベル部分多様体の変換である場合を言う。X が捩れ部分多様体ではない場合は、ある {\displaystyle \epsilon >0} が存在し、
集合 {\displaystyle \{P\in X({\overline {K}}):{\hat {h}}(P)<\epsilon \}}   は A においてザリスキー稠密(Zariski dense)ではない。

## 関連書籍
- The Manin-Mumford conjecture: a brief survey, by Pavlos Tzermias